# Tokitsukaze (schip, 1939)
Tokitsukaze (Japans: 時津風) was een torpedobootjager van de Kagero-klasse, die dienst deed bij de Japanse Keizerlijke marine van 1940 tot 1943.

## Ontwerp
Tokitsukaze beschikte over twee Kanpon turbines, die aangedreven werden door drie Kampon waterketels. Dit gaf het schip een machinevermogen van 39.000 kilowatt, waarmee het een snelheid van 35,5 knopen kon behalen.
De primaire bewapening van het schip bestond uit zes 127mm kanonnen, verdeeld over drie geschuttorens. Verder had het schip acht 610mm torpedobuizen, 2 maal Type 96 luchtafweergeschut, achttien dieptebommen en twee paravanen. Dit maakte het schip geschikt voor onderzeebootbestrijding, maar onderbewapend tegen dreigingen vanuit de lucht. Daarom werden laten op het schip meerdere machinegeweren geïnstalleerd.

## Dienst
Tokitsukaze heeft bij de invasie van de zuidelijke Filipijnen gediend als escorte van verschillende carriergroups. In 1942 participeerde het schip bij de Slag in de Javazee, waar Japan een groot gedeelte van de Nederlandse oppervlaktevloot vernietigde. Verder kwam het schip in actie bij Midway, de Salomonseilanden en de Slag bij de Santa Cruzeilanden. Op 3 maart 1943 werd het schip uitgeschakeld bij de Slag in de Bismarckzee door een geallieerde luchtaanval. 19 bemanningsleden sneuvelden. De overige bemanningsleden werden aan boord genomen van zusterschip Yukikaze.